# رصين
رصين (توفي 732 ق م ، الفينيقية رصين، الآشورية 𒊏𒄭𒀀𒉡/𒊏𒆥𒀀𒉡 رخيانو/ رقيانو بالعبرية رصين) كان آخر ملوك آرام دمشق. واسمه يعني رضي ان (الله)